# 霍恩派森贝格
霍恩派森贝格是德国巴伐利亚州的一个市镇。总面积20.51平方公里，总人口3794人，其中男性1888人，女性1906人（2011年12月31日），人口密度185人/平方公里。